# Thurey
Thurey ist eine französische Gemeinde im Département Saône-et-Loire in der Region Bourgogne-Franche-Comté. Sie gehört zum Arrondissement Louhans und zum Kanton Pierre-de-Bresse. Der Ort hat 422 Einwohner (Stand 1. Januar 2022).

## Geografie

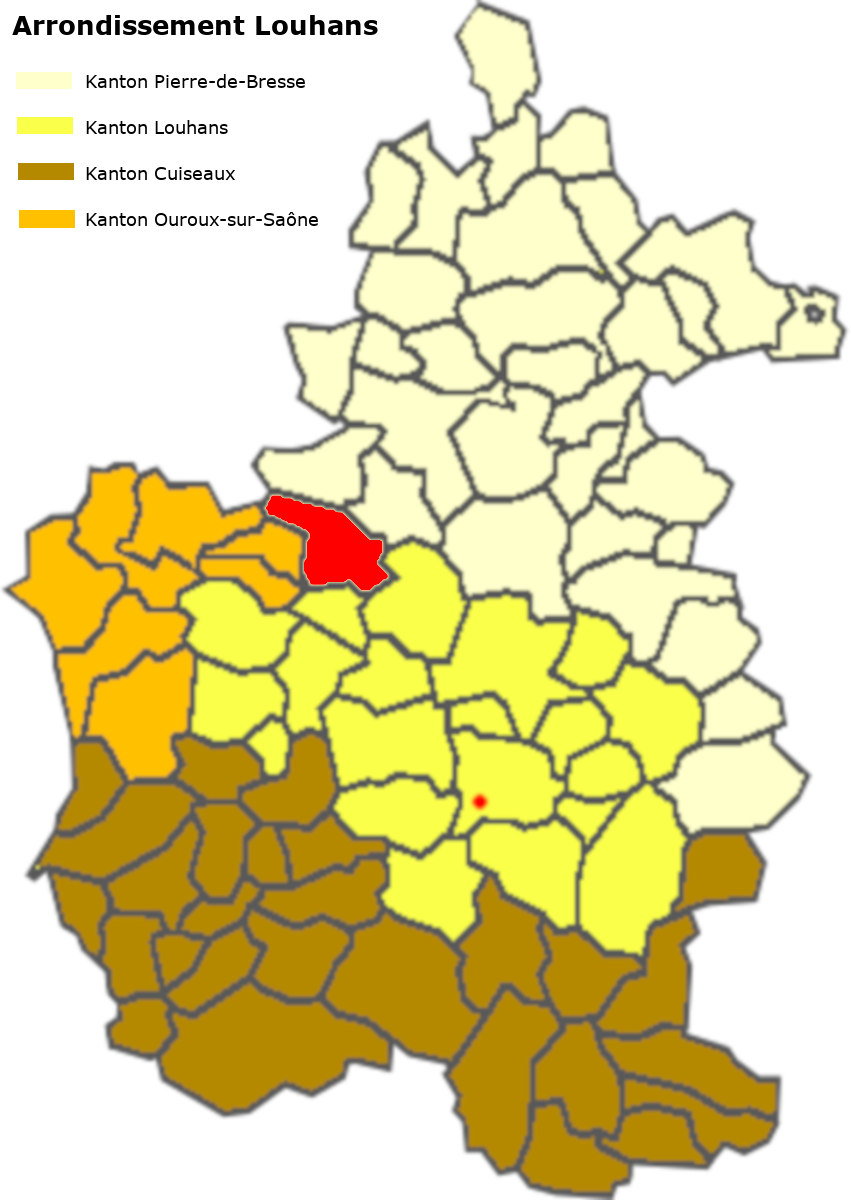
Lage der Gemeinde im Arrondissement Louhans

Die Gemeinde liegt in der Landschaft Bresse, im Nordwesten des Arrondissement Louhans und grenzt an das Arrondissement Chalon-sur-Saône. Die südöstliche Gemeindegrenze wird durch den Ruisseau Briant gebildet. Im östlichen Gemeindegebiet entspringt der Ruisseau de la Chassaigne. Ein kurzes Stück der westlichen Gemeindegrenze bildet zudem La Tenarre, die etliche Biefs aufnimmt, künstliche Wasserläufe, die der Bewirtschaftung der Étangs dienen. Offiziell bestehen acht Étangs auf dem Gemeindegebiet, werden die kleinen mitgezählt, sollen es etwa 15 Étangs sein. Von Westen her führt die Departementsstraße D678 von Lessard-en-Bresse nach Simard durch den Ort. Im Bourg selber zweigt die Departementsstraße D24 nach Osten ab, um Saint-Germain-du-Bois zu erreichen. Die Gemeinde weist einige Gehölze auf, vorwiegend in der Umgebung der Étangs. Der Ort ist stark zersiedelt, knapp 90 % der Bevölkerung wohnt in Weilern.
Zur Gemeinde gehören folgende Weiler und Fluren: les Agrons, la Biardière, Bois-de-la-Corne, le Borgeot, les Bouillots, la Boulandière, la Boutière, les Brocards, Champ-Frecaud, Champomey, la Chanée, Corpot, l’Étang-Fortier, les Feuilles, la Gonnière, la Grivalotte, la Grognette, les Guichards, les Guillons, les Libeaux, les Malbazins, Male-Vèvre, le Moulin-Neuf, les Pernins, les Pillons, les Princes, le Rolley, les Tabourets, la Troche, la Varenne, les Vernes, le Villerot, le Villey, le Vise.

### Klima
Das Klima in Thurey ist warm und gemäßigt. Es gibt das ganze Jahr über deutliche Niederschläge, selbst der trockenste Monat weist noch hohe Niederschlagsmengen auf. Die Klassifikation des Klimas nach Köppen und Geiger ist Cfb ((Gemäßigtes) Ozeanklima). Die Temperatur liegt im Jahresdurchschnitt bei 12,0 °C. Der wärmste Monat ist der Juli mit einer Durchschnittstemperatur von 21,2 °C, der kälteste der Januar mit 3,3 °C. Über ein Jahr verteilt summieren sich die Niederschläge auf 1055 mm, dabei ist der November mit 113 mm der niederschlagsreichste, während März als trockenster Monat 73 mm aufweist. Über das ganze Jahr werden etwa 2700 Sonnenstunden gezählt.
|                        | Jan | Feb | Mär  | Apr  | Mai  | Jun  | Jul  | Aug  | Sep  | Okt  | Nov  | Dez |   |      |
| Mittl. Temperatur (°C) | 3,3 | 4,0 | 7,6  | 11,2 | 15,1 | 19,2 | 21,2 | 20,8 | 17,0 | 12,9 | 7,4  | 4,1 | ⌀ | 12   |
| Mittl. Tagesmax. (°C)  | 6,2 | 7,7 | 12,0 | 15,8 | 19,4 | 23,9 | 25,9 | 25,6 | 21,5 | 17,0 | 10,5 | 6,9 | ⌀ | 16,1 |
| Mittl. Tagesmin. (°C)  | 0,7 | 0,7 | 3,3  | 6,4  | 10,3 | 14,2 | 16,2 | 15,9 | 12,8 | 9,3  | 4,5  | 1,6 | ⌀ | 8    |
|                        |     |     |      |      |      |      |      |      |      |      |      |     |   |      |
| Niederschlag (mm)      | 89  | 75  | 73   | 88   | 96   | 78   | 75   | 79   | 88   | 103  | 113  | 98  | Σ | 1055 |

| 0,7 |

| 0,7 |

| 3,3 |

| 6,4 |

| 10,3 |

| 14,2 |

| 16,2 |

| 15,9 |

| 12,8 |

| 9,3 |

| 4,5 |

| 1,6 |

| 0,7 |

| 0,7 |

| 3,3 |

| 6,4 |

| 10,3 |

| 14,2 |

| 16,2 |

| 15,9 |

| 12,8 |

| 9,3 |

| 4,5 |

| 1,6 |

## Toponymie
Die erste Erwähnung des Ortes geht zurück auf 1131. Ein Wilelmus de Thurium wird genannt und schon 1180 wird die Ecclesia de Tureyo erwähnt, somit muss damals eine erste Kirche bestanden haben. Der Name des Ortes dürfte gallorömischen Ursprungs sein und bezeichnete den Besitz eines Turius, in gallorömischer Form Turiacum, das schließlich zum heutigen Thurey wurde.

## Geschichte
1131 erfolgt die erste Nennung eines Wilelmus de Thurium. Dieser Familie entstammten wichtige Persönlichkeiten, vor allem im 14. und 15. Jahrhundert: Ritter, Kammerherren, Marschälle, Bischöfe, Erzbischöfe, Kardinäle, Kanoniker, Äbte und Äbtissinnen. Girard von Thurey, Stifter einer Kapelle in Cuisery, wurde 1358 Marschall von Bourgogne-Franche-Comté. Sein Bruder Guillaume wurde Bischof von Autun und 1358 Erzbischof von Lyon, ein Pierre de Thurey wurde 1385 Kardinal und Päpstlicher Legat, während 1370 eine Huguette Äbtissin des Klosters Saint-Pierre-les-Nonnains in Lyon wurde. In Champ-Frecaud stand ein Schloss, das im 16. Jahrhundert Louis de Nance gehörte. 1608 verkaufte es François Alixant an Charles de Saulx-Tavannes, der es wiederum an J. Gilbert, Herr von Champomey verkaufte. In diesem Weiler, der ebenfalls zu Thurey gehört, bestand ebenfalls ein altes Schloss. Beide waren jedoch schon im 18. Jahrhundert zerstört. Die beiden Herrschaften wurden 1644 durch N. de Tavannes mit Lessard vereinigt und bildeten eine Baronie. Das Lehen Villey gelangte zu Simard.
1777 wurde die Départementsstrasse D678 erstellt, gegen 1850 ein Jahrmarkt eingeführt. 1855 wurde die Mädchenschule gegründet, 1885 die Maire-École und 1909 ein Postamt. Das Baudatum der Kirche Saint-Denis ist nicht bekannt. Im östlichen Teil des Ortskerns steht das Bürgerhaus der Familie Mathey, die im 19. Jahrhundert eine große Zahl von wichtigen Persönlichkeiten stellte: Ärzte, Maires, Generalräte, Deputierte, Friedensrichter, Notare, Kommissare. In der Gemeinde bestanden zwei Getreide- und eine Ölmühle und 1988 noch 32 Landwirtschaftsbetriebe.

### Die Herren von Thurey
- Nach Thurey nannte sich einst eine noble Familie, die im 14. Jahrhundert illustre Persönlichkeiten hervorbrachte: einen Marschall von Burgund, einen päpstlichen Legaten, zwei Erzbischöfe von Lyon und mehrere Bischöfe. Die Herrschaft wurde später vereint mit der Baronie von Lessard, während die Gerichtsbarkeit bei Mervans lag.
- In Champ-Frecaud bestand ein Schloss, das 1505 im Besitz von Louis de Nances war und 1554 im Besitz seines Sohnes Jean. Ein François Alixant verkaufte es 1608 an Charles de Saulx-Tavannes, der es wiederum an J. Gilbert verkaufte, den Herrn von Champomey (1,5 Kilometer nordwestlich des Bourg).
- In Champomey befand sich ebenfalls ein Schloss, dessen Abrissdatum unbekannt ist.

Die drei Herrschaften wurden schließlich mit der Baronie Lessard vereinigt.

## Bevölkerung
| Thurey: Einwohnerzahlen von 1793 bis 2020 | Thurey: Einwohnerzahlen von 1793 bis 2020 | Thurey: Einwohnerzahlen von 1793 bis 2020 | Thurey: Einwohnerzahlen von 1793 bis 2020 | Thurey: Einwohnerzahlen von 1793 bis 2020 |
| --- | ----------------------------------------- | ----------------------------------------- | ----------------------------------------- | ----------------------------------------- |
| Jahr |                                           |                                           |                                           | Einwohner                                 |
| 1793 | 1793                                      |                                           | 807                                       | 807                                       |
| 1800 | 1800                                      |                                           | 885                                       | 885                                       |
| 1806 | 1806                                      |                                           | 822                                       | 822                                       |
| 1821 | 1821                                      |                                           | 907                                       | 907                                       |
| 1831 | 1831                                      |                                           | 935                                       | 935                                       |
| 1836 | 1836                                      |                                           | 961                                       | 961                                       |
| 1841 | 1841                                      |                                           | 944                                       | 944                                       |
| 1846 | 1846                                      |                                           | 955                                       | 955                                       |
| 1851 | 1851                                      |                                           | 989                                       | 989                                       |
| 1856 | 1856                                      |                                           | 968                                       | 968                                       |
| 1861 | 1861                                      |                                           | 949                                       | 949                                       |
| 1866 | 1866                                      |                                           | 975                                       | 975                                       |
| 1872 | 1872                                      |                                           | 980                                       | 980                                       |
| 1876 | 1876                                      |                                           | 1.017                                     | 1.017                                     |
| 1881 | 1881                                      |                                           | 1.034                                     | 1.034                                     |
| 1886 | 1886                                      |                                           | 1.014                                     | 1.014                                     |
| 1891 | 1891                                      |                                           | 1.016                                     | 1.016                                     |
| 1896 | 1896                                      |                                           | 1.044                                     | 1.044                                     |
| 1901 | 1901                                      |                                           | 1.017                                     | 1.017                                     |
| 1906 | 1906                                      |                                           | 975                                       | 975                                       |
| 1911 | 1911                                      |                                           | 964                                       | 964                                       |
| 1921 | 1921                                      |                                           | 873                                       | 873                                       |
| 1926 | 1926                                      |                                           | 818                                       | 818                                       |
| 1931 | 1931                                      |                                           | 773                                       | 773                                       |
| 1936 | 1936                                      |                                           | 741                                       | 741                                       |
| 1946 | 1946                                      |                                           | 647                                       | 647                                       |
| 1954 | 1954                                      |                                           | 582                                       | 582                                       |
| 1962 | 1962                                      |                                           | 524                                       | 524                                       |
| 1968 | 1968                                      |                                           | 455                                       | 455                                       |
| 1982 | 1982                                      |                                           | 377                                       | 377                                       |
| 1990 | 1990                                      |                                           | 354                                       | 354                                       |
| 1999 | 1999                                      |                                           | 352                                       | 352                                       |
| 2006 | 2006                                      |                                           | 376                                       | 376                                       |
| 2009 | 2009                                      |                                           | 410                                       | 410                                       |
| 2014 | 2014                                      |                                           | 443                                       | 443                                       |
| 2020 | 2020                                      |                                           | 430                                       | 430                                       |
| Quelle(n): EHESS/Cassini bis 2006, ab 2009 INSEE Anmerkung(en): • Ab 1962 offizielle Zahlen ohne Einwohner mit Zweitwohnsitz • Höchste Einwohnerzahl 1896 mit 1044, tiefste Einwohnerzahl 1999 mit 352 (33,7 % vom Maximum) |                                           |                                           |                                           |                                           |

| Bevölkerungsstruktur | Anzahl Einwohner | männlich | weiblich | davon Ausländer | Anteil % |
| -------------------- | ---------------- | -------- | -------- | --------------- | -------- |
|                      | 426              | 225      | 201      | 17              | 4,0      |

| Männer | Alterstufe | Frauen |
| ------ | ---------- | ------ |
| 3      | 90 + älter | 2      |
| 22     | 75–89      | 20     |
| 45     | 60–74      | 45     |
| 43     | 45–59      | 36     |
| 39     | 30–44      | 38     |
| 30     | 15–29      | 30     |
| 43     | 0–14       | 30     |

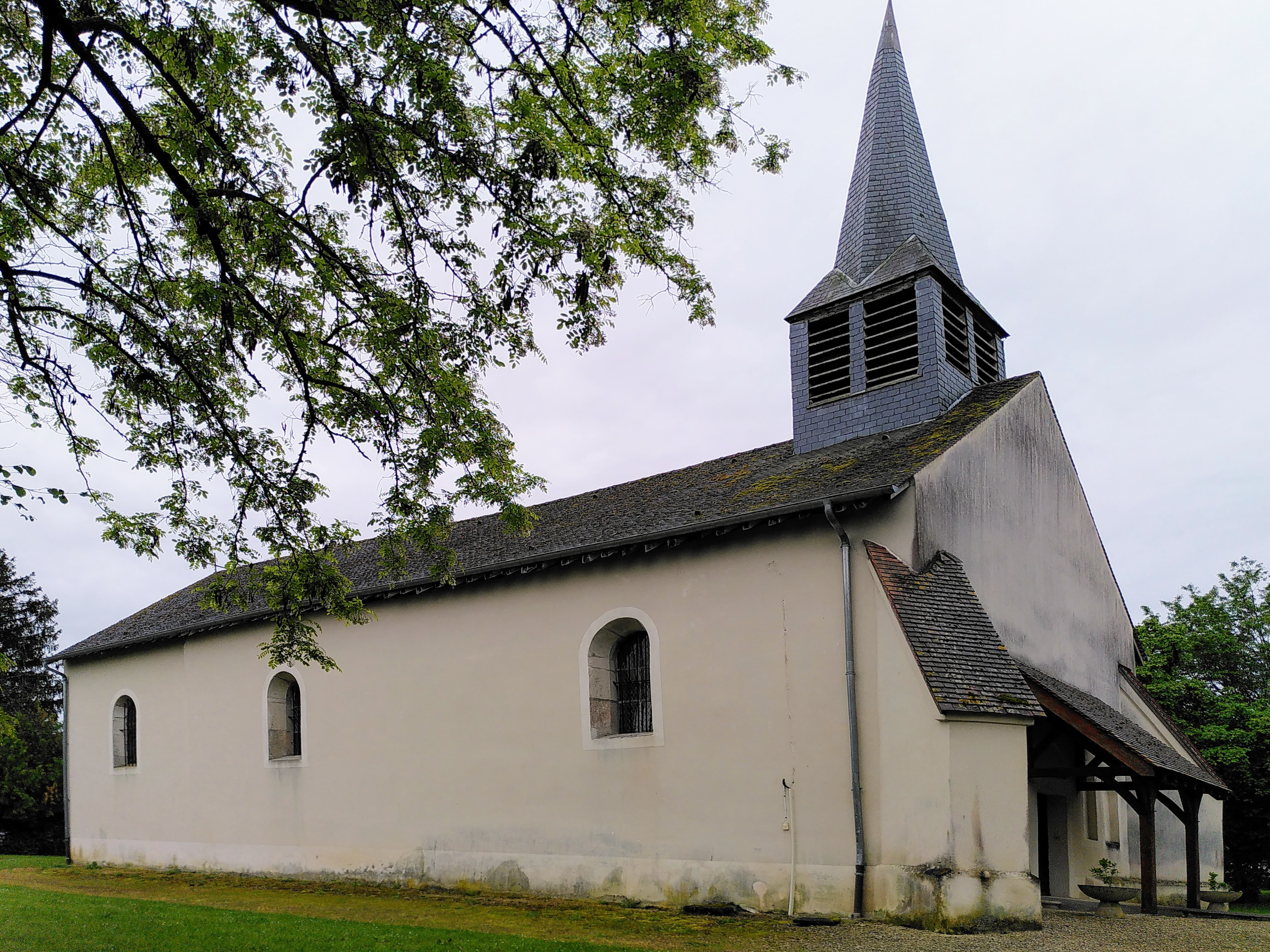
Kirche Saint-Denis von Thurey

Die Bevölkerungsstruktur zwischen Männern und Frauen weist einen Überhang zugunsten der Männer auf, sie machen 52,8 % der Bevölkerung aus. Dabei sind 49 % der Bevölkerung jünger als 45 Jahre. Die Gruppe der unter 15-Jährigen macht 17,1 % aus. Demgegenüber sind 32 % der Einwohner älter als 60 Jahre und damit im Rentenalter. Diese Struktur dürfte auf die Tatsache zurückzuführen sein, dass seit 1999 dank der Bautätigkeit die Wohneinheiten um 22 % zugenommen haben. Dadurch dürfte ein Zuzug von jungen Familien mit Kindern erfolgt sein.
| Wohnstruktur               | Anzahl Wohneinheiten | davon Häuser | Wohnungen | sonstige |
| -------------------------- | -------------------- | ------------ | --------- | -------- |
|                            | 250                  | 239          | 9         | 2        |
| davon Hauptwohnsitz        | 193                  |              |           |          |
| Zweit- oder Ferienwohnsitz | 37                   |              |           |          |
| vakant                     | 20                   |              |           |          |

## Wirtschaft und Infrastruktur

### Unternehmen, Betriebe, Ladengeschäfte und Einrichtungen
In der Gemeinde gibt es nebst Kirche und Mairie (Gemeindehaus) folgende Unternehmen nach Branchen:
| Branche                                                           | Anzahl Betriebe |
| ----------------------------------------------------------------- | --------------- |
| Industrie und verarbeitendes Gewerbe                              | 3               |
| Baugewerbe                                                        | 4               |
| Groß- und Einzelhandel, Verkehr, Beherbergung und Gastronomie     | 5               |
| Information und Kommunikation                                     |                 |
| Finanz- und Versicherungsdienstleistungen                         |                 |
| Grundstücks- und Wohnungswesen                                    |                 |
| Freiberufliche, wissenschaftliche und technische Dienstleistungen | 1               |
| Öffentliche Verwaltung, Unterricht, Gesundheits- und Sozialwesen  | 1               |
| Sonstige Dienstleistungen                                         | 3               |
| Land- und Forstwirtschaftsbetriebe                                | 9               |

In der Gemeinde befinden sich ein Gemischtwarenladen, zwei Coiffeur- und zwei Schönheitssalons, ein Bauhandwerksbetrieb, eine Schreinerei/Zimmerei und eine Gîte. Mit den Gütern des täglichen Bedarfs versorgen sich die Einwohner mehrheitlich in Saint-Germain-du-Bois oder in Mervans.

### Geschützte Produkte in der Gemeinde
Als AOC-Produkte sind in Thurey Crème et beurre de Bresse, Volaille de Bresse und Dinde de Bresse zugelassen.

### Bildungseinrichtungen
In der Gemeinde besteht eine École primaire (École maternelle und École élémentaire), die der Académie de Dijon untersteht und von 56 Kindern besucht wird. Für die Schule gilt der Ferienplan der Zone A.

## Einzelbelege
1. ↑  Ruisseau Briant, Länge 12,5 km, Zufluss zur Guyotte, Quelle bei 46° 43′ 15,2″ N, 5° 9′ 9,4″ O in Simard auf ca. 207 m, Mündung bei 46° 48′ 5,8″ N, 5° 11′ 15,7″ O in Mervans, auf ca. 185 m Ruisseau Briant auf sandre.eaufrance.fr
2. ↑  Ruisseau de la Chassaigne, Länge 3,5 km, Zufluss zum Ruisseau Briant, Quelle bei 46° 44′ 21,5″ N, 5° 9′ 5,4″ O in Thurey auf ca. 207 m, Mündung bei 46° 45′ 32,4″ N, 5° 10′ 45,5″ O in Devrouze auf ca. 189 m, Ruisseau de la Chassaigne auf sandre.eaufrance.fr
3. ↑  La Tenarre, Länge 26,0 km, Zufluss zur Saône, Quelle bei
46° 45′ 45″ N, 5° 4′ 12,4″ O in Saint-Martin-en-Bresse auf ca. 209 m, Mündung bei
46° 39′ 13,7″ N, 4° 57′ 16,6″ O in Ormes auf ca. 174 m, La Tenarre auf sandre.eaufrance.fr
4. ↑  Departementsstraße D678. auf woutes.wikia.com. Abgerufen am 27. Mai 2015 (französisch).
5. ↑  Departementsstraße D24. auf routes.wikia.com. Abgerufen am 26. Mai 2015 (französisch).
6. ↑  Dictionnaire Topographique de Saône-et-Loire. Comité des Travaux Historiques et Scientifiques, abgerufen am 21. Mai 2024 (französisch).
7. ↑  Einwohnerstatistik auf cassini.ehess.fr. cassini.ehess.fr, abgerufen am 1. April 2024 (französisch).
8. ↑  Dossier complet, Commune de Thurey (71538). Insee.fr, abgerufen am 1. April 2024 (französisch).
9. ↑  Dossier complet, Commune de Thurey (71538). Stand 31. Dezember 2020. Insee.fr, abgerufen am 12. Juli 2024 (französisch).
10. ↑  Dossier complet, Commune de Thurey (71538). Stand 31. Dezember 2020. Insee.fr, abgerufen am 12. Juli 2024 (französisch).
11. ↑  Nombre d’exploitations agricoles 2020. In: www.observatoire-des-territoires.gouv.fr. Abgerufen am 12. Juli 2024 (französisch).
12. ↑  THUREY - Le cadre de vie des Territoires. In: eterritoires.fr. Abgerufen am 12. Juli 2024 (französisch).
13. ↑  Crème de Bresse. auf INAO L’Institut national de l’origine det de la qualité. Abgerufen am 3. Juli 2015 (französisch).
14. ↑  Beurre de Bresse. auf INAO L’Institut national de l’origine det de la qualité. Abgerufen am 3. Juli 2015 (französisch).
15. ↑  Poulet de Bresse. auf INAO, L'Institut national de l'origine et de la qualité. Abgerufen am 26. Juni 2015 (französisch).
16. ↑  Dinde de Bresse. auf INAO, L'Institut national de l'origine et de la qualité. Abgerufen am 26. Juni 2015 (französisch).
17. ↑  Annuaire de l'éducation. In: education.gouv.fr. Ministère de l'éducation nationale et de la Jeunesse, abgerufen am 12. Juli 2024 (französisch).
18. ↑  Homepage der Académie de Dijon. Abgerufen am 10. Januar 2016 (französisch).
19. ↑  Ferien- und Feiertagsplan der Zone A. Abgerufen am 10. Januar 2016 (französisch).